# Idiotephria indistinctaria
Idiotephria indistinctaria là một loài bướm đêm trong họ Geometridae.